# Barak (Rechters)

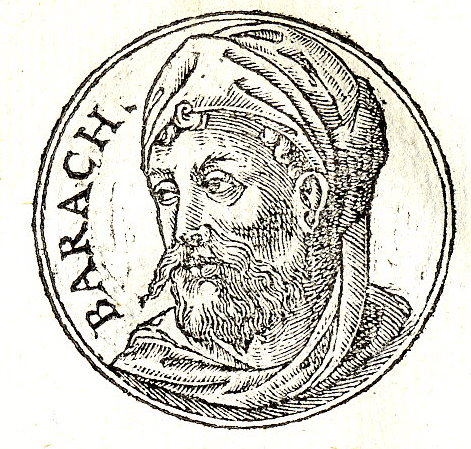
Barak volgens het Promptuarii Iconum Insigniorum

Barak (Hebreeuws: בָּרָק; bliksem) is een persoon uit de Hebreeuwse Bijbel. Volgens Rechters was Barak een militair leider en een zoon van Abinoam (Rechters 4:1-5, 31).

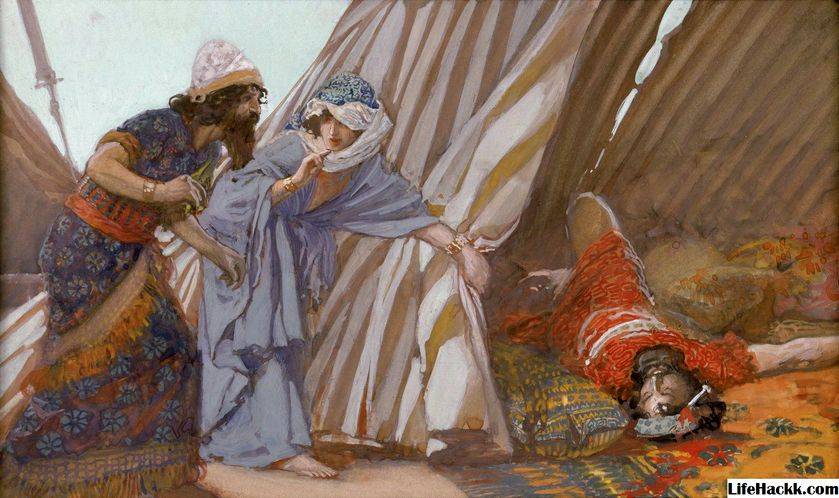
Jael toont de gedode Sisera aan Barak (Albert Joseph Moore).

In opdracht van de profetes en rechter Debora wierf Barak een leger aan van 10.000 soldaten. Hiermee bond hij de strijd aan tegen de Kanaänitische koning Jabin, die de Israëlieten twintig jaar onderdrukte. Terwijl Barak wachtte op de Taborberg, nabij de vallei van Jizreël, trok het leger van de Kanaänieten, inclusief 900 strijdwagens met ijzeren zeisen aan de wielen, onder leiding van legeroverste Sisera door de rivierbedding van de Kison op tegen het leger van de Israëlieten. Op bevel van Debora daalde Barak de Tabor af. Toen het leger van Sisera dit zag, brak er paniek en grote verwarring uit. "Sisera sprong van zijn wagen en maakte zich uit de voeten. Barak achtervolgde de strijdwagens en de soldaten ... Alle soldaten van Sisera sneuvelden; niet een bleef er in leven" (Rechters 4:1-16). De gevluchte Sisera werd door Jaël gedood en zij toonde het lijk aan Barak toen deze in zijn achtervolging langs Jaëls tent kwam (Rechters 4:17-22). Na deze overwinning op het Kanaänitische leger en zijn overste, genoot Israël veertig jaar rust (Rechters 4:23-24).
De Septuagint en Peshitta identificeren de 'Bedan' uit 1 Samuel 12:11 met Barak, maar andere tradities denken dat het Simson, Jefta of Abdon betreft. Barak is in Hebreeën 11:34 opgenomen in de lijst van geloofsgetuigen.